# Xanthopimpla quadridens
Xanthopimpla quadridens là một loài tò vò trong họ Ichneumonidae.